# Резо Есадзе
Есадзе Реваз (Резо) Парменович (груз. რეზო ესაძე; 18 лютого 1934, Озургетський муніципалітет — 18 квітня 2020) — радянський і грузинський актор, кінорежисер, сценарист. Заслужений діяч мистецтв Грузинської РСР (1980). Лауреат премії Ленінського комсомолу Грузії (1982).
Народився 18 лютого 1934 р. Закінчив Всесоюзний державний інститут кінематографії (1965, майстерня Михайла Ромма).

## Фільмографія
Ролі у кінокартинах:
- «Дев'ять днів одного року» (1962)
- «Червоний дипломат. Сторінки життя Леоніда Красіна» (1971)
- «Містечко Анара» (1976)
- «Тифліс — Париж і назад» (1980)
- «Покаяння» (1984)
- «З життя відпочивальників» (1984)
- «Немає лиха без добра» (1984)
- «Час нашого дитинства» (1987)
- «Вовкодав з роду Сірих Псів» (2006) та ін.

Сценарист:
- «Клацання» (1973, у співавт.)
- «Незвичне полювання» (мультфільм, 1980)
- «Чудовисько» (мультфільм, 1983)
- «Нейлонова ялинка» (х/ф, 1985)
- Дах або незакінчений матеріал фільму (1992—2003) тощо

Режисер-постановник:
- «Одного разу» (1962, короткометражний)
- «Фро» (1964)
- «Чотири сторінки одного молодого життя» (1976)
- «Секундомір» (1971)
- «Клацання» (1973)
- «Кохання з першого погляду» (1975)
- «Млин на околиці міста» (1981)
- «Нейлонова ялинка» (х/ф, 1985)
- «Дах або Незакінчений матеріал фільму» (1992—2003) та ін.

Був співрежисером українського фільму «Весільний подарунок» (1982, у співавт. з Р. Биковим та О. Ігішевим), де зіграв Гіві.